# Val-d'Aigoual
Val-d'Aigoual is een gemeente in het Franse departement Gard (regio Occitanie). De plaats maakt deel uit van het arrondissement Le Vigan. Val-d'Aigoual is op 1 januari 2019 ontstaan door de fusie van de gemeenten Notre-Dame-de-la-Rouvière en Valleraugue. De gemeente had in 2019 1.415 inwoners.

## Geografie
De oppervlakte van de gemeente bedraagt 94,84 km², de bevolkingsdichtheid is 15 inwoners per km² (per 1 januari 2019).
De onderstaande kaart toont de ligging van Val-d'Aigoual met de belangrijkste infrastructuur en aangrenzende gemeenten.

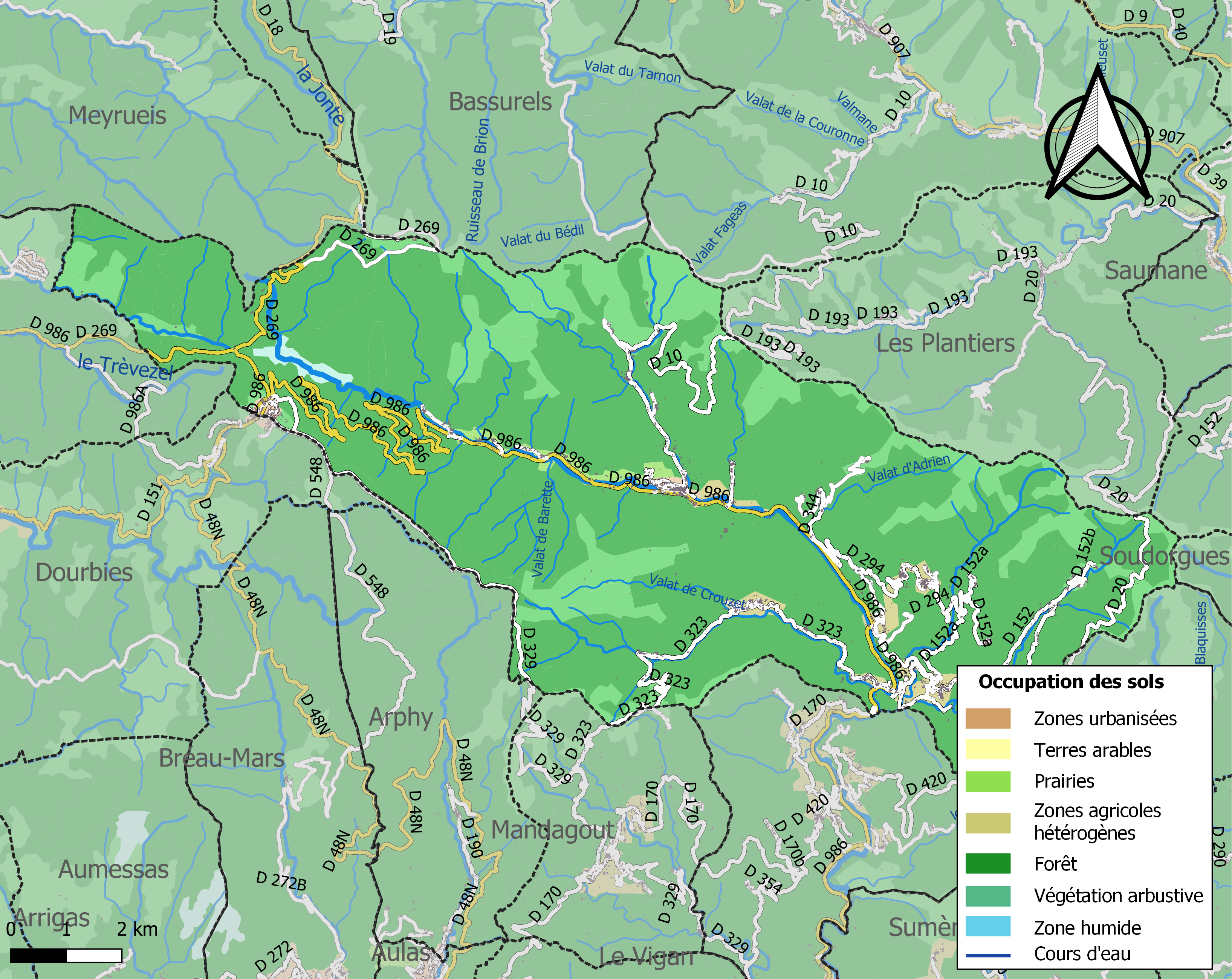

## Demografie
Onderstaande figuur toont het verloop van het inwonertal van Valleraugue voor de fusie (bron: INSEE-tellingen).